# Iáia ibne Ixaque ibne Maomé ibne Gania
Iáia ibne Ixaque ibne Maomé ibne Gania (Iahia ibn Ixak ibn Muhammad ibn Gania; m. 1237) foi um nobre dos Banu Gania que por 40 anos esteve em guerra contra o Califado Almóada na Barbária.

## Vida

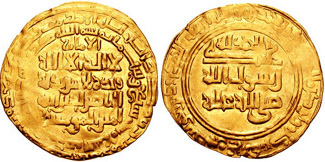
Dinar do califa Anácer r.

Califado Almóada em seu zênite

Iáia era filho do emir de Maiorca Ixaque ibne Maomé (r. 1155–1183) e irmão de Ali e Abedalá. Acompanhou seu irmão Ali quando o último partiu das Baleares e invadiu o norte da África, e após a captura de Bugia em 12 de novembro de 1184 ou 22 de maio de 1185, ficou ali com Abedalá até a contraofensiva almóada forçá-los a fugir aproximados 7 meses depois, na primavera de 1186. Quando Ali faleceu em 1188, Iáia assume sua posição na luta contra os almóadas.
Suas ações começaram com suas tentativas infrutíferas contra Constantina. Ele retirou-se para o deserto e se reuniu com Caracuxe. Em 1195, ajudado pelos solaimitas, tomou Trípoli e Gabes e então avançou para norte, onde capturou Mádia de ibne Albedelcarim Arragragii. Em dois anos de campanha conquistou Béja, Biscra, Tébessa, Cairuão e Anaba, onde instalou governadores que obrigou a recitarem preces em nome do califa Anácer. Em 14/15 de dezembro de 1203, o governador almóada de Túnis, Side Abuçaíde, se rendeu a ele. Ciente de que os carijitas dos Nafuça estavam se proliferando dada sua ausência e pretendiam se revoltar, montou uma rápida expedição contra eles, os derrotando e extorquindo esmagadora indenização. Iáia, agora mestre da Barbária Oriental, estava no ápice de seu poder. Estava em Túnis quando soube que o califa almóada Maomé Anácer (r. 1199–1213) estava marchando contra ele. Iáia não esperou e fugiu para Jaride após deixar sua família e tesouros em segurança em Mádia.
Foi superado na planície de Tajura, onde sofreu pesada derrota. Os almóadas tomaram Túnis e houve grande massacre. Em seguida, as forças califais se dividiram em duas, um grupo liderado pelo próprio califa que marchou contra Mádia, e outro sob Abu Maomé que perseguiu Iáia. Mádia foi tomada após longo cerco em 9 de janeiro de 1206 e o governador Ali ibne Gazi, sobrinho de Iáia, se rendeu e se juntou aos almóadas em 11 de janeiro. Voltando a Túnis, onde ficou por um ano, Anácer decidiu-se à reorganização da província e confiou a reconquista e pacificação do país a seu irmão Abu Ixaque; ele submeteu os matmatas e nafuças e perseguiu Iáia – que à época foi derrotado e despojado de suas riquezas por Abu Maomé –, mas não logrou capturá-lo. Anácer nomeou Abu Maomé como governador da Ifríquia, posição que aceitou apenas sob insistência do califa e sob condições que praticamente lhe dão poderes de vice-rei.

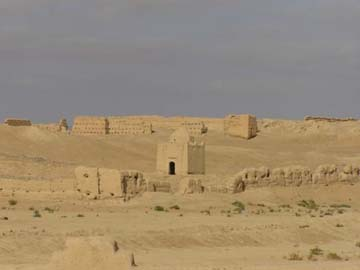
Ruínas de Sijilmassa

Em maio de 1207, Anácer retornou ao Marrocos. No caminho, Iáia, que reapareceu com apoio dos árabes Ria, solaimitas e Dauauida, tentou interceptá-lo, mas foi vencido na planície do rio Chelife e fugiu pela orla do deserto à Ifríquia. Recrutou novos aliados nômades e se encontrou com Abu Maomé no rio Xabru, perto de Tébessa, onde sofreu nova derrota. Retornou para oeste tão longe quanto Tafilete e tomou Sijilmassa, que foi pilhada. Carregado de butim, encontrou-se com o governador de Tremecém e derrotou-o e passou através de Tiarete, que devastou junto de muitas outras cidades do Magrebe Central. Em seu retorno, encontrou-se com Abu Maomé, que o derrotou. Pouco depois, nos Nafuça, outra batalha em 1209 foi catastrófica. Essas derrotas obrigaram Iáia fugir decisivamente da Ifríquia e procurar refúgio em Uadane, no sul da Tripolitânia. Caracuxe foi instalado lá, mas capitulou, incapaz de resistir a seu antigo rival, e foi executado. Abu Maomé foi substituído no governo pelo príncipe mumínida Abu Alá, que recomeçou a luta com Iáia. O último, tomando o campo, ocupou Biscra e se preparou para marchar contra Túnis, mas suas forças foram dizimadas num combate em Majdul em 1223, obrigando-o a fugir. Perdendo a esperança de continuar a luta na Ifríquia, Iáia reuniu novos aliados no sul e marchou contra o Magrebe Central, onde sitiou Délis, Mitija e Argel e incitou uma revolta em Tremecém que quase causou o reconhecimento da suserania almorávida. Fugiu diante de um exército de Túnis que marchou contra ele e se refugiou em Sijilmassa em 1226. Nos 11 anos seguintes, continuou conduzindo raides e pilhando junto a fronteira do Magrebe Ocidental, perecendo em combate em 1237, nas margens do rio Chelife, não muito longe de Miliana. Deixou três filhas que confiou ao emir Abu Zacaria Iáia (r. 1228–1249), que servia à época como governador de Túnis. Foram tratadas com consideração e abrigadas num palácio chamado Alcácer Albanate ("Palácio das Filhas").